# Faturase
Faturase (Faturaseh) ist eine osttimoresische Aldeia im Suco Rairobo (Verwaltungsamt Atabae, Gemeinde Bobonaro). 2015 lebten in der Aldeia 563 Menschen.

## Geographie
Faturase liegt im Zentrum des Sucos Rairobo. Nördlich befindet sich die Aldeia Limanaro und südlich die Aldeias Rairobo und Vila Maria. Im Westen grenzt Faturase an den Suco Aidabaleten und im Osten an den Suco Atabae. Der Fatuburu, ein Quellfluss des Fatumolin, entspringt im Süden von Faturasa und bildet die Grenze zur Aldeia Rairobo.
Die Besiedlung erstreckt sich entlang von drei Straßen, die von Norden, Westen und Südosten kommend im Osten der Aldeia zusammentreffen. Am Treffpunkt befindet sich der Sitz der Aldeia, das eigentliche Dorf Faturase mit dem lokalen Friedhof liegt an der südöstlichen Straße.

## Politik
2023 wurde Norberto Leitão zum Chefe de Aldeia gewählt.